# 曹颖 (主持人)
曹颖（1974年5月14日—），女，北京人，中国大陸节目主持人、演员。

## 生平
曹颖毕业于北京黄庄职业高中美容美发专业毕业。职高的时候开始学习化妆，并考取了化妆师资格证书。一次到一个剧组为演员化妆，竟被导演误认为是剧组学员，后来，在导演的多次劝说下，曹颖开始尝试出演角色。
1987年参加中央电视台春节联欢晚会，表演节目《中学生服装表演》。
1994年，曹颖去香港一个朋友工作的电视台玩，正赶上录制节目，临时找不到主持人，于是帮忙做了一次采访。由于效果还不错，电视台和曹颖签了一年的约。
之后在中央电视台、湖南卫视等担任主持人，并参演了一些影视作品。

## 家庭
丈夫王斑为北京人民艺术剧院一级演员。
儿子王梓涵，2011年1月15日在北京出生。

## 主持节目
- 1994年－1995年：在香港传讯电视主持《非常娱乐》和《流行都市——北京上海》两个栏目
- 1997年5月：主持中央电视台《半边天》栏目
- 1998年：主持中央电视台《万家灯火》栏目
- 2000年：参加主持中央电视台春节联欢晚会
- 2000年：主持中央电视台大年初一特别节目《高朋满座》
- 2000年：10月7日开始主持中央电视台黄金档节目《综艺大观》
- 2003年：主持湖南卫视主打节目《金鹰star》
- 2005年：与董卿一起主持央视旗舰综艺栏目《欢乐中国行》
- 2005年：主持CCTV《音画时尚》
- 2006年湖南卫视《第六届中国电视金鹰节闭幕式》主持人 搭档何炅
- 2006年湖南卫视《寻找紫菱》节目主持人
- 2007年北京卫视《我的2008》栏目主持人
- 2007年湖南卫视《真情》栏目主持人
- 2007年湖南卫视《快乐男声》西安赛区 突围赛 13进11 主持人
- 2008年湖南卫视 春节特别节目主持人 搭档何炅 汪涵李湘
- 2008年湖南卫台《元宵晚会》 主持人 搭档：何炅 汪涵 李湘 谢娜
- 2008年湖南卫视《智勇大冲关》栏目主持人 搭档李锐 杨乐乐
- 2008年湖南卫视《第七届中国电视金鹰节闭幕式》主持人 搭档何炅  曹颖
- 2008年湖南卫视《勇往直前》客串主持
- 2008年湖南卫视 湖南卫视09跨年演唱会主持人
- 2009年湖南卫视 湖南卫视09春节联欢晚会主持人
- 2009年湖南卫视《勇往直前》主持人
- 2009年湖南卫视《节节高声》主持人
- 2009年湖南卫视《智勇大冲关》主持人 搭档：李锐杨乐乐蒋鸿杰金小鱼（法国）
- 2009年贵州卫视《人生》主持人
- 2009年宁夏卫视《时尚星达人》主持人 搭档：陈子嘟王栎鑫
- 2009年天津卫视《明星夫妻嘉年华》主持人 搭档：李彬
- 2009年湖南卫视《8090》主持人 搭档：陈正飞
- 2010年湖南卫视《芒果训练营》主持人 搭档：谢娜 汪涵 至上励合
- 2010年湖南卫视 春节联欢晚会主持人
- 2011年湖南卫视《成人礼》主持人 搭档:何炅 张丹丹
- 2011年贵州卫视《郎才女貌》主持人

## 影视作品
- 1992年：中央台十集室内话剧《花王国的朋友》同期声（饰小青）
- 1992年：北京电视台电视连续剧《海马歌舞厅》之《不速之客》同期声
- 1993年：香港嘉禾电影公司电影《醉拳II》（飾黃家丫環）
- 1994年：香港永发电影公司电影《刀剑笑》（饰红叶）
- 1994年：香港三十二集电视连续剧《书剑恩仇录》（饰李沅芷）
- 1995年：北京电视台十六集电视连续剧《空港塔台》同期声（饰女主角高霞）
- 1995年：中央电视台、山西电视台、太原电视台三台合拍八集电视连续剧《罗贯中》（饰朱秀娘，罗贯中之妻说唱艺人，从16岁演至60多岁）
- 1996年：中央电视台、河南电视台合拍五十集电视连续剧《曹操》（饰貂蝉）
- 1996年：中国电影集团公司二十集电视连续剧《北京夏天》同期声青春爱情剧（饰许群航）
- 1996年：河南电视台与北京合拍八集电视连续剧《刑警日记》（饰女主角柳芸儿，一位舞蹈演员，剧中舞蹈皆由自己演出）
- 1996年：大型喜剧电视连续剧《家家有本难念的经》同期声（饰猴娟，京剧演员）
- 1997年：河南电视台二十集电视连续剧《攀梨花》（饰窦仙童）
- 1997年：二十集历史电视连续剧《古吴春秋》（饰西施）
- 1997年：二十八集电视连续剧《日落紫禁城》（饰封库伦公主小格格）
- 1997年－1998年：赴澳洲拍摄二十集电视连续剧《追逐墨尔本》（饰柯娟）
- 1998年：根据京剧《拾玉镯》改编的二十集电视连续剧《双凤奇案》（饰尤彩凤）
- 1998年：香港四十集电视连续剧《中华儿女》（饰女主角王芙蓉，与贾静雯 、元彪联袂出演。）
- 1998年底－1999年初：香港二十集电视连续剧《我想嫁给你》（饰女主角白雪）
- 1999年：十八集电视连续剧《海口日记》（饰女主角方鱼儿）
- 1999年]9月20日－2000年1月21日：中央电视台电视剧制作中心二十集电视连续剧《文成公主》，與仁青頓珠、張光北領銜演出（饰文成公主，16岁演至4、50岁一生经历）
- 2000年2月－4月：央视台与长春电影制片厂合拍连续剧《大雪无痕》（饰 丁洁）
- 2000年4月：央视电视连续剧《漂亮女孩》（饰 角汪旭）
- 2000年7月：《中华第一保镖杜心武》（饰 红辣椒）
- 2001年：《乌龙闯情关》（饰 霍水仙）
- 2002年：《对门对面》（饰 孙琦）
- 2002年：《凤在江湖》（饰 青蜂＆青蜓）
- 2002年：韩国MBC（饰 西维亚·陈）
- 2003年：《九岁县太爷》情景喜剧片
- 2003年：《护士长日记》（饰 白云）
- 2003年：《群英会》（饰 宁馨）
- 2003年：《都市东游記》（情景喜剧）饰 周晴芳
- 2003年：《桃花扇传奇》饰 李香君
- 2003年：《都市夜激情》（愛情偶像剧）由日本原著《我想嫁給你》改編
- 2004年：《谁是最爱你的人》（20集都市情感剧）曹穎、王斑情侣联袂出演
- 2004年：《律政佳人》（饰 钱小美）
- 2005年：《终极解密》(Extreme Mystery)（警匪／刑侦）
- 2005年：《红顶商人胡雪岩》（饰 罗四）
- 2005年：《律政佳人2佳人当道》（饰 钱小美）
- 2005年：《大水》（饰 高兰）
- 2006年：《铁将军阿贵》（饰 红绸）
- 2007年：《又见一帘幽梦》（饰 蓉儿）
- 2007年：《日落之前愛上你》(饰 倪可瑜)
- 2009年：《侦探小说》（饰 红旗袍）
- 2012年：《莞香》（饰 莫兰儿）
- 2012年：《最爱·你》（饰 夏杨）
- 2015年：《家大业大》
- 2016年：《萌爸日记》客串
- 2019年：《一路繁华开》（饰 宋梅）
- 2020年：電影《毛驴上树2倔驴搬家》（網絡電影）
- 待播中：《天仙配后传》（饰 七仙女）

## 音乐专辑
- 2006年4月 - 《虞美人》
- 2008年3月 - 《嘟嘟娃娃》曲风改变

## 获奖情况
- 第十九届中国电视金鹰奖观众喜爱的女演员奖
- 第二届中国金鹰电视艺术节最受观众喜爱的女演员奖
- 美菱杯最受观众喜爱女演员奖
- 中国电视阳光健康明星奖
- 中国青少年基金会助学爱心形象大使